# Cogeces de Íscar
Cogeces de Íscar è un comune spagnolo di 148 abitanti situato nella comunità autonoma di Castiglia e León.